# Portobello Road Market
Portobello Road Market er et gademarked i Portobello Road, i Notting Hill i London. Markedet er en turistattraktion som er berømt for sine mange antikviteter, som primært kommer frem om lørdagen. Der er dog også boder, hvor der sælges frugt og grøntsager, og disse findes hele ugen særligt i den nordlige del tæt ved Westway Flyover.
Markedet begyndte som en plads for salg af frugt og grønt i 1800-tallet. I 1940'erne og 1950'erne begyndte antikvitetshandlerne at etablere sig der, og handlede primært lørdag formiddag. Det er det største antikmarked i Storbritannien.
Markedsdelen på Portobello Road går i nord-nordvestlig og syd-sydvestlig retning. Den nordlige er ved Golborne Road; den sydliggår til Westbourne Grove mod øst. Markedsområdet er omkring 1 km langt.
Omkring en tredjedel af vejen fra den nordlige ende går markedet under en bro hvor A40-vejen går ind i London, og hvor London Underground-linjen Hammersmith & City line forløber. Her findes primært boder med vintagetøj.